# Refuler

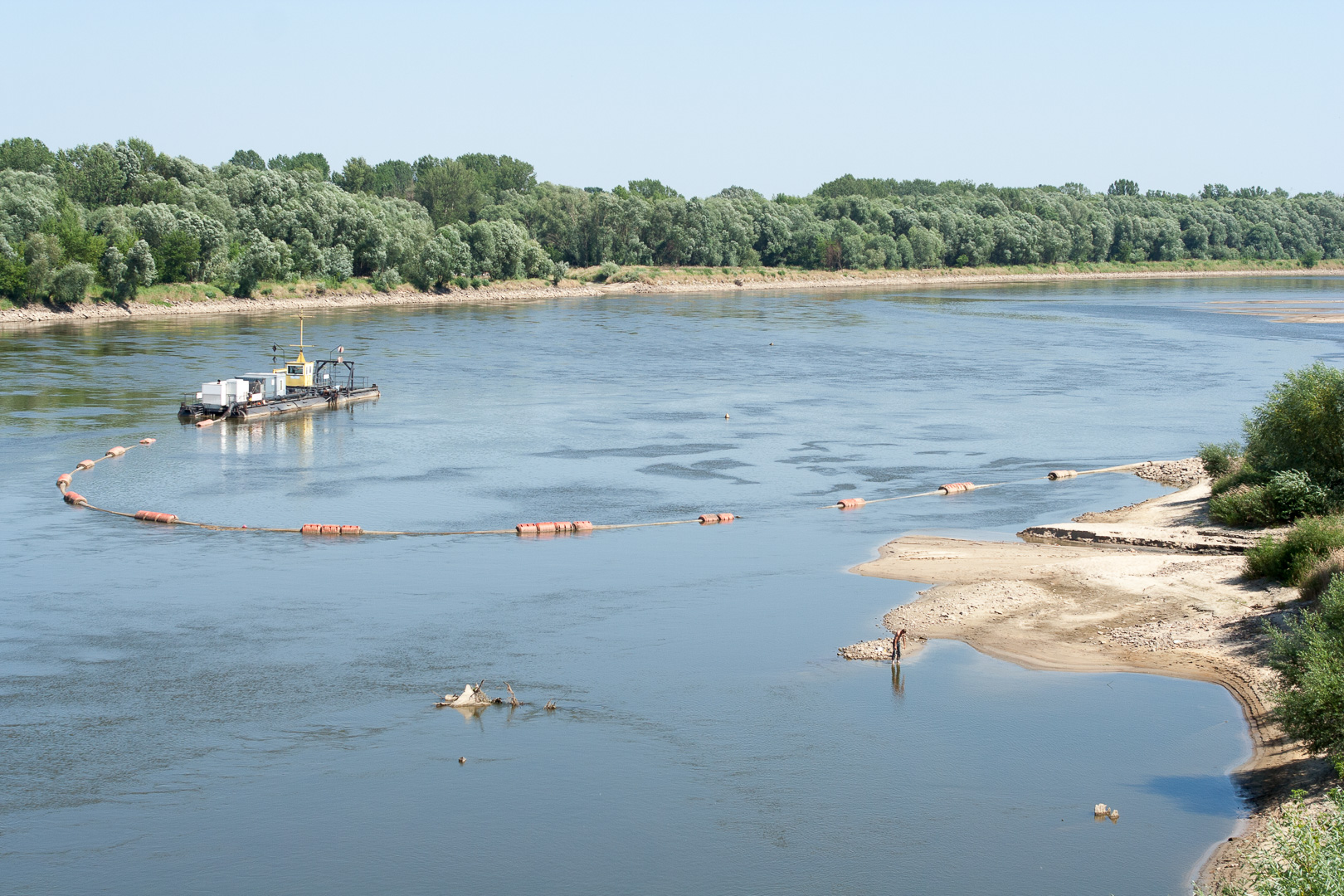
Pogłębiarka ssąco-refulacyjna „Tryton” przy piaskarni Siekierki na Wiśle w Warszawie.

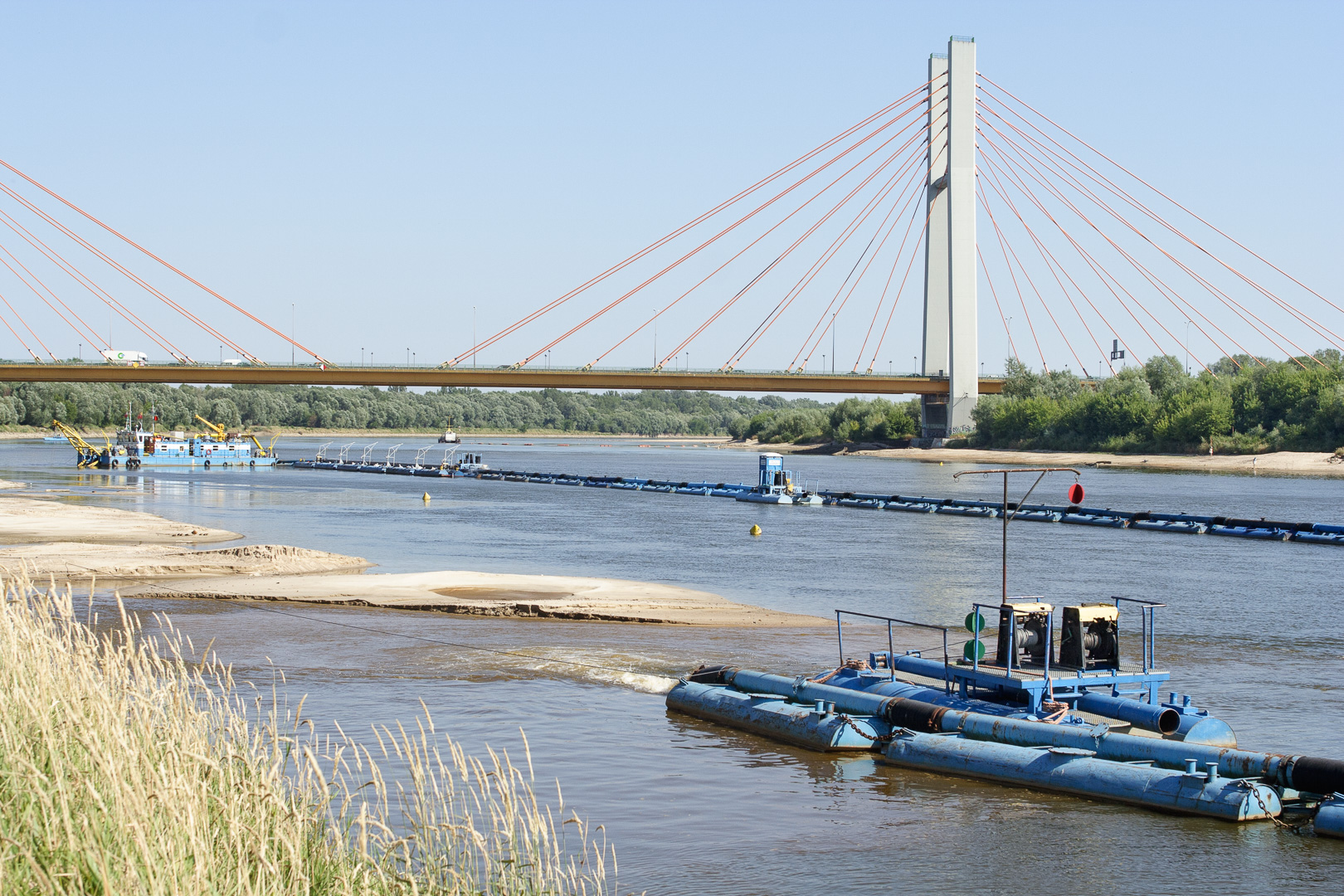
Pogłębiarka ssąco-refulacyjna „Sawa” na Wiśle w Warszawie na wysokości Ujęcia Uzupełniającego nr 2.

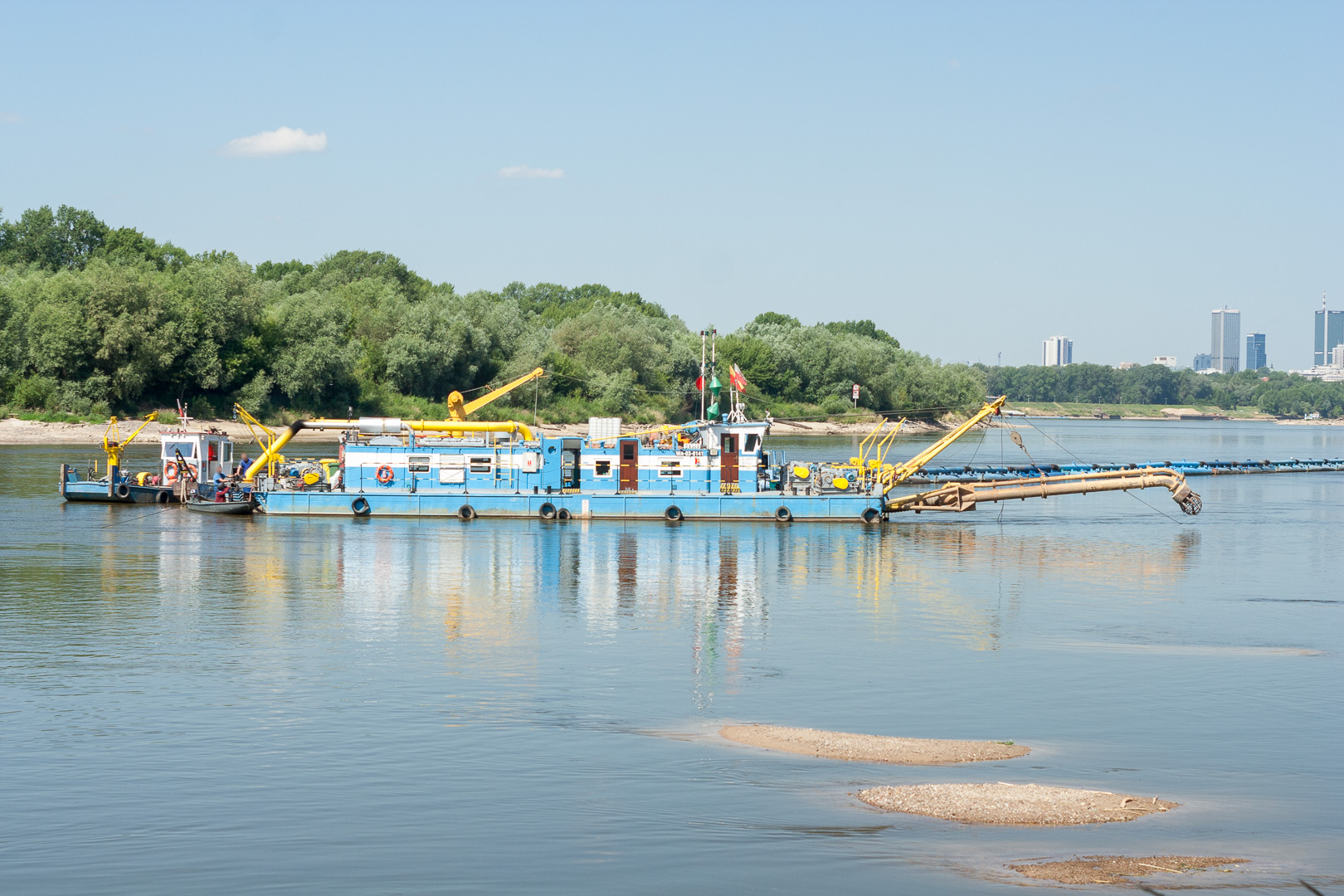
Pogłębiarka „Sawa” - widoczna głowica ssąca.

Refuler – nazwa potoczna pogłębiarki ssącej. Służy do wydobywania piasku i żwiru  z obszaru żwirowni lub do pogłębiania szlaków żeglugowych. Refuler jest jednostką pływającą, która zasysa z dna zbiornika wodnego (żwirowni) kruszywo.Dostarczenie urobku na brzeg odbywa się za pomocą systemu rur na pływakach gdzie poddawane jest dalszej obróbce - odwodnieniu i frakcjonowaniu.